# Taranove, Vasîlkivka
Taranove (în ucraineană Таранове) este un sat în comuna Zelenîi Hai din raionul Vasîlkivka, regiunea Dnipropetrovsk, Ucraina.

## Demografie
Componența lingvistică a localității Taranove
     Ucraineană (94,3%)
     Rusă (5,7%)
Conform recensământului din 2001, majoritatea populației localității Taranove era vorbitoare de ucraineană (94,3%), existând în minoritate și vorbitori de rusă (5,7%).